# Gammadium

De hoofdletter en kleine letter gamma

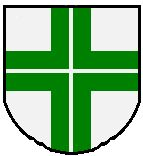
Het heraldische gammadium

Een gammadium (ook gammation) is een "leeg" Grieks kruis in de heraldiek of een Grieks ornament in de vorm van vier Griekse letters gamma.
Het ornament wordt elders ook fylfot of (kennelijk foutief) gammadoe genoemd.
Het woord gammadion wordt vaak gebruikt om een geborduurd motief of patroon op stoffen te beschrijven.